# ویلسون (دهانه)
ویلسون یک دهانه برخوردی در ماه‌ است.

## دهانه‌های اقماری
این دهانه ۴ دهانه اقماری دارد.
| Wilson | عرض جغرافیایی | طول جغرافیایی | قطر          |
| ------ | ------------- | ------------- | ------------ |
| A      | ۷۱.۳° S       | ۵۳.۵° W       | ۱۵.۰ کیلومتر |
| C      | ۷۱.۹° S       | ۴۵.۱° W       | ۲۶.۰ کیلومتر |
| E      | ۷۲.۵° S       | ۵۵.۰° W       | ۲۴.۰ کیلومتر |
| F      | ۷۰.۴° S       | ۳۹.۳° W       | ۱۳.۰ کیلومتر |